# Pfarrkirche Spital bei Weitra

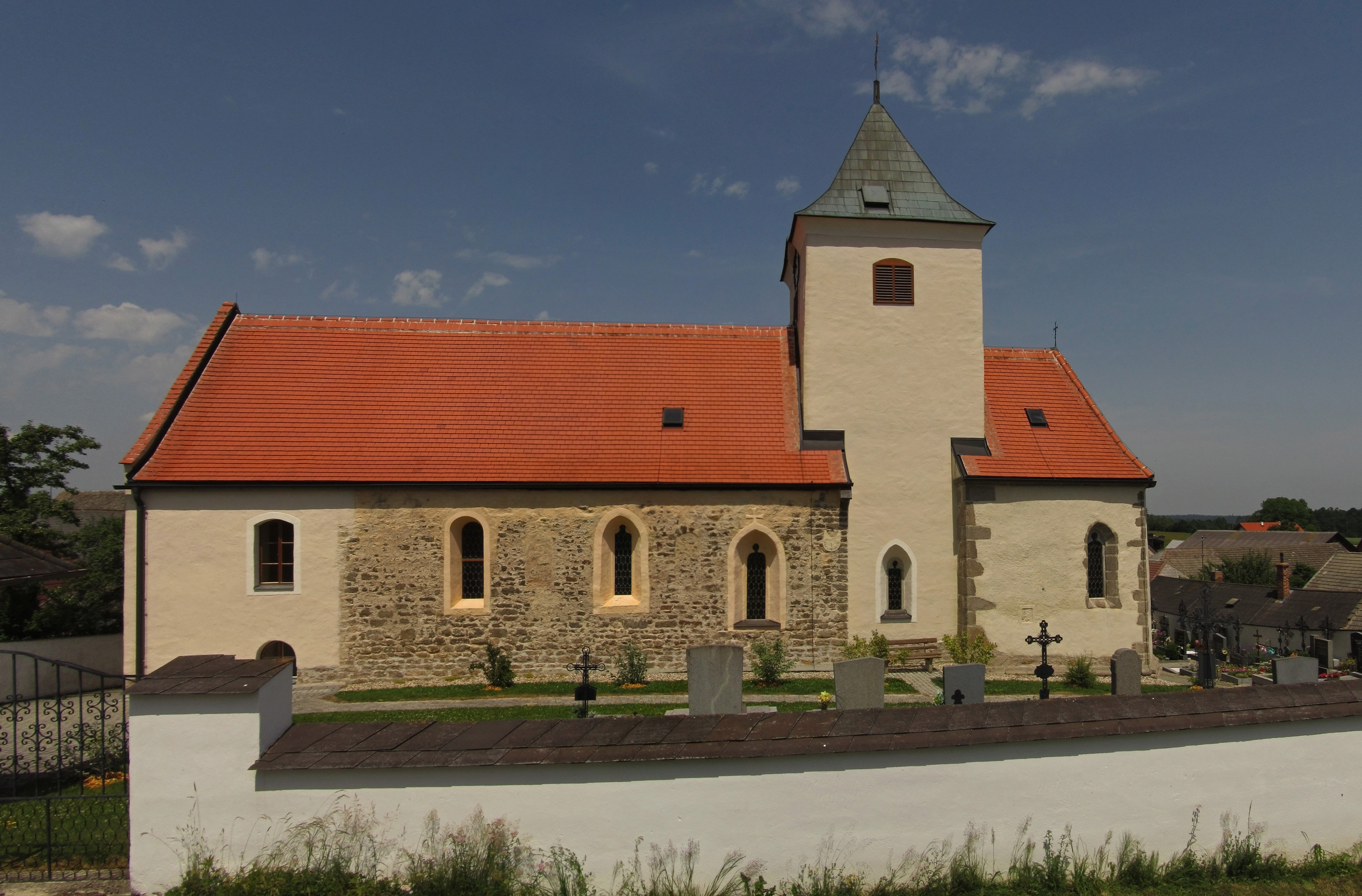
Pfarrkirche hl. Johannes der Täufer

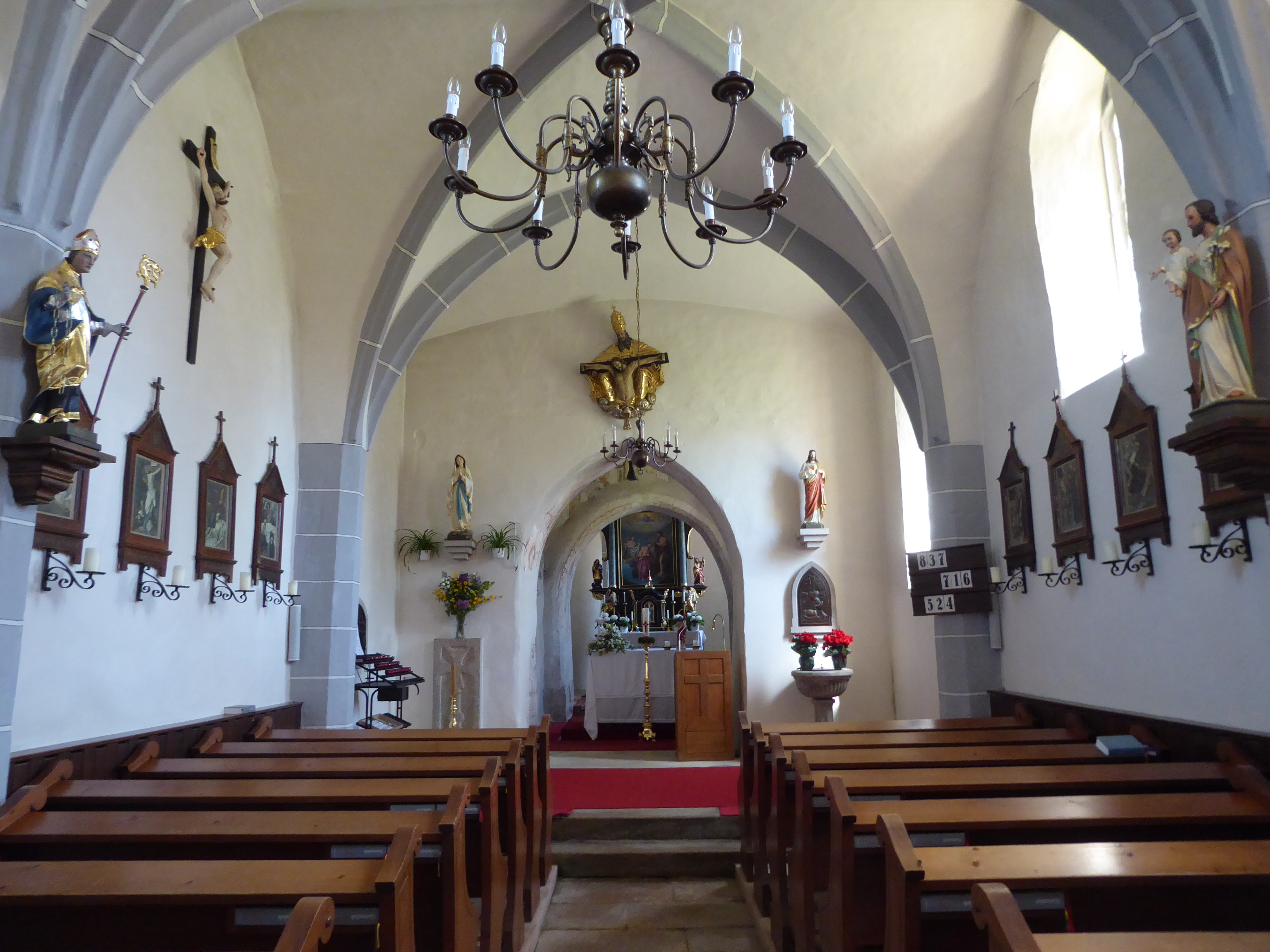
Inneres der Pfarrkirche hl. Johannes der Täufer

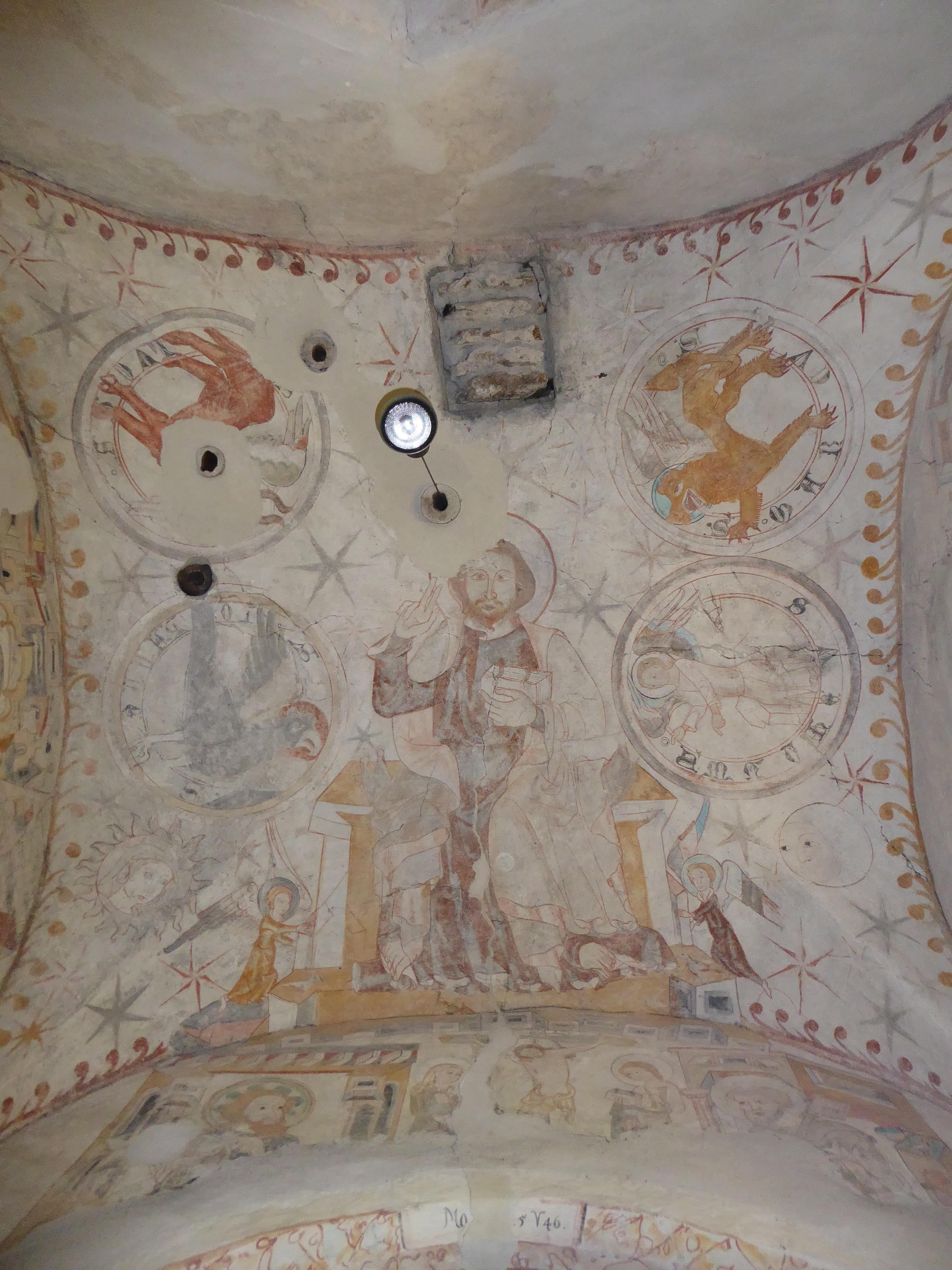
Deckenfresko im Chorturm (um 1360: Pantokrator und Evangelistensymbole)

Die römisch-katholische Pfarrkirche Spital bei Weitra steht im Ort Spital in der Stadt Weitra in Niederösterreich. Die Pfarrkirche hl. Johannes der Täufer gehört zum Dekanat Gmünd in der Diözese St. Pölten. Die Kirche und der Friedhof stehen unter Denkmalschutz.

## Geschichte
Urkundlich wurde 1298 eine Pfarre genannt.

## Architektur
Die Kirche ist von einem Friedhof umgeben. An das romanische, gotisch veränderte Langhaus schließt ein eingezogener romanischer Ostturm an. Im Westen steht ein barockes Westjoch des Langhauses mit einer schmucklosen Giebelfassade. Am Turm ostwärts schließt ein gotischer Chor in der Langhausbreite an. Nördlich am Turm steht ein barocker Sakristeianbau.
Der romanische Turm hat erneuerte gekoppelte Schallfenster. Der romanische Kern des Langhauses zeigt sich nördlich mit sichtbarem regelmäßig geschichtetem Bruchsteinmauerwerk mit zwei vermauerten Rundbogenfenstern. Die gotischen einbahnigen Maßwerkfenster am Langhaus sind teils barock ausgerundet.
Vom romanischen Bau ist das kreuzgratgewölbte Turmjoch zwischen zwei eingezogenen Bögen, westlich zum Langhaus spitzbogig, östlich zum Chor rund und abgefast, erhalten. Das Portal zur Sakristei ist barock mit einer Holztüre mit Malteserkreuzen. Das vierjochige Langhaus wurde im 15. Jahrhundert umgebaut und hat in den Mitteljochen ein Kreuzrippengewölbe auf eingezogenen fünfseitigen Wandstreben. Das westliche und östliche Joch haben durch barocke Erweiterungen und Veränderungen flache Platzlgewölbe. Im Westjoch ist eine barocke Orgelempore. Der gotische einjochige Chor mit einem Fünfachtelschluss um 1400/1. Hälfte des 15. Jahrhunderts, hat ein Kreuzrippengewölbe mit Schlusssteinen auf Runddiensten. Die Sakramentsnische hat eine Spitzbogenrahmung mit Dreipassfüllung. Die ehemalige Piscine hat eine spätbarocke Rahmung.
Die Wandmalerei um 1360 wurde 1983 freigelegt. Das Turmjoch ist voll ausgemalt, an der Nordwand Thronende Maria zwischen Helena und Dorothea, seitlich Ölberg, an der Ostwand Kreuzigung mit Maria und Johannes zwischen Johannes der Täufer und Petrus, an der Südwand Fragment der Maria Magdalena und weitere Heilige. An der Triumphbogenlaibung Ungläubiger Thomas und Anna selbdritt, an der Wölbung Pantokrator auf dem Thronsessel und Medaillons mit Evangelistensymbolen vor einem Sternenhimmel, die Schildbögen sind von Krabben begleitet und durch perspektivische und vielfach verschachtelte Architekturgehäuse charakterisiert. An der Chorbogenlaibung ist der Hl. Wolfgang. Ein Fragment eines Schmerzensmannes gehört stilistisch zur Jahresangabe 1546.

## Ausstattung
Der Tabernakelaltar ist barockisiert. Eine barocke Figurengruppe Gnadenstuhl ist aus dem 18. Jahrhundert. Es gibt barocke Bilder hl. Petrus und der hl. Simon Stock erhält das Skapulier von Maria. Das Granittaufbecken zeigt sich im Stil Ende 16./1. Hälfte des 17. Jahrhunderts. Es gibt einen romanischen Grabstein mit einem Hügelkreuz.
Die Orgel baute Franz Strommer (1902). Es gibt eine Glocke aus dem 14. Jahrhundert.